# Ивано-Николаевка
Ивано-Николаевка (укр. Івано-Миколаївка) — село, относится к Раздельнянскому району Одесской области Украины.
Население по переписи 2001 года составляло 6 человек. Почтовый индекс — 67431. Телефонный код — 4853. Занимает площадь 0,166 км². Код КОАТУУ — 5123985402.

## Местный совет
67430, Одесская обл., Раздельнянский р-н, с. Степановка